# جوك ساذرلاند
جوك ساذرلاند (بالإنجليزية: Jock Sutherland)‏ هو منافس ألعاب قوى أمريكي، ولد في 21 مارس 1889 في Coupar Angus ‏ في المملكة المتحدة، وتوفي في 11 أبريل 1948 في بيتسبرغ في الولايات المتحدة.

## وصلات خارجية
- جوك ساذرلاند على موقع الموسوعة البريطانية (الإنجليزية)